# Prefektura Šimane

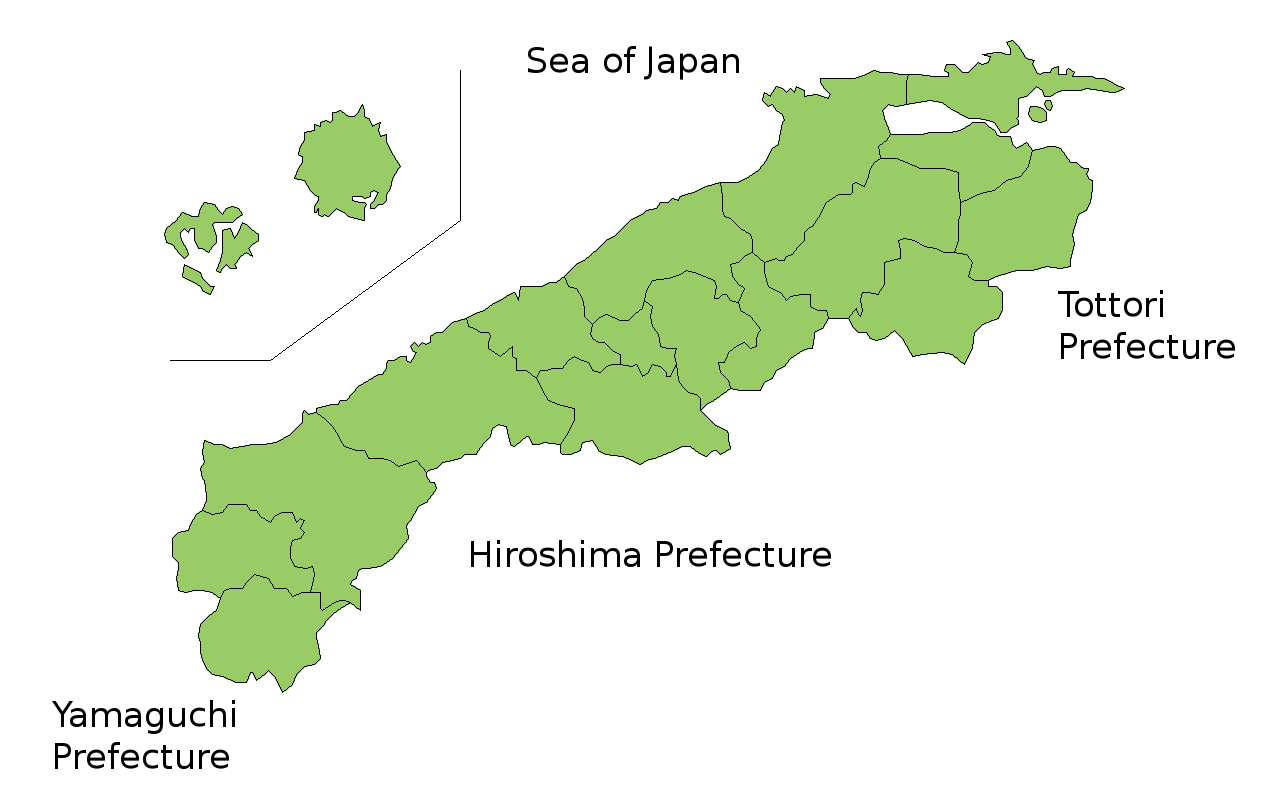
Mapa prefektury Šimane

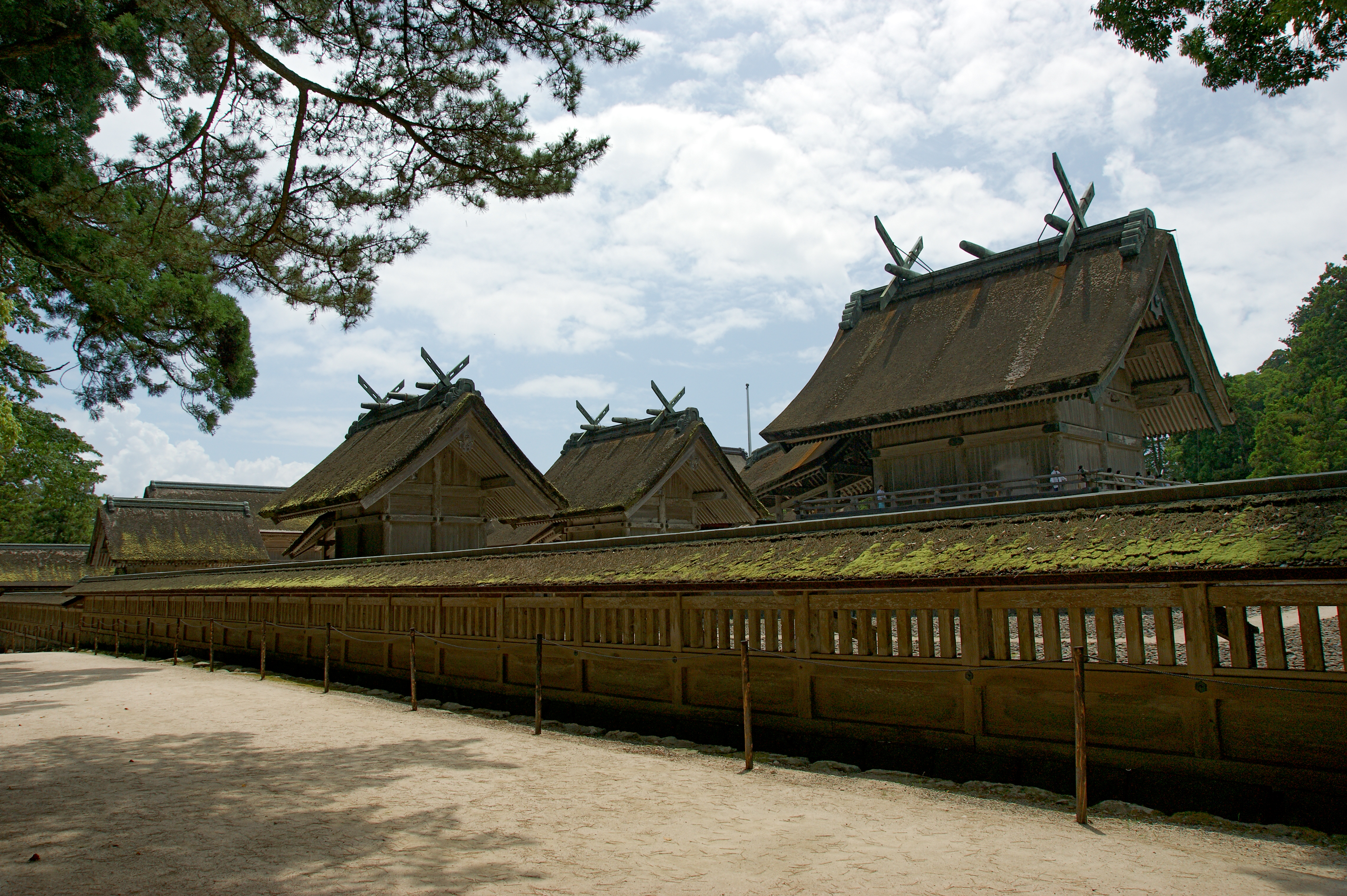
Šintoistická svatyně Izumo Taiša

Prefektura Šimane (japonsky: 島根県, Šimane-ken) je jednou ze 47 prefektur Japonska. Nachází se v regionu Čúgoku na ostrově Honšú. Hlavním městem je Macue. Je to prefektura s druhým nejmenším počtem obyvatel, hned po sousední prefektuře Tottori.
Prefektura má rozlohu 6 707,46 km² a k 1. říjnu 2005 měla 742 153 obyvatel.

## Historie
Dnešní prefektura Šimane byla dříve rozdělena do tří provincií: Iwami, Izumo a Oki.

## Geografie
Prefektura protáhlého tvaru táhnoucí se od východu k západu je ze severu ohraničena Japonským mořem a z jihu pohořím Čúgoku (中国山地, Čúgoku Sanči). Většina zdejších měst leží v blízkosti pobřeží.
Součástí prefektury jsou i ostrovy Oki. Prefektura si rovněž činí nároky na, v současnosti Koreou kontrolované, ostrůvky Dokdo/Tokdo (japonsky: Takešima).

### Města
V prefektuře Šimane leží 8 velkých měst (市, ši):
| - Gócu (江津) - Hamada (浜田) - Izumo (出雲) - Jasugi (安来) | - Macue (松江 hlavní město) - Masuda (益田) - Óda (大田) - Un'nan (雲南) |

## Zajímavosti
Ve městě Izumo se nachází jedna z nejstarších japonských šintoistických svatyní Izumo Taiša.